# Stiðjafjall
Stiðjafjall är ett berg i Färöarna (Kungariket Danmark).   Det ligger i sýslan Streymoyar sýsla, i den centrala delen av landet, 8 km nordväst om huvudstaden Tórshavn. Toppen på Stiðjafjall är 293 meter över havet. Stiðjafjall ligger på ön Streymoy.
Terrängen runt Stiðjafjall är kuperad. Havet är nära Stiðjafjall åt sydväst.  Närmaste större samhälle är Tórshavn, 8,0 km sydost om Stiðjafjall. 